# Lü Buwei
Lü Buwei (chinês tradicional: 呂不韋, chinês simplificado: 吕不韦, pinyin: Lǚ Bùwéi, Wade-Giles: Lü Pu-wei) (ca. 291 a.C. — 235 a.C.) foi primeiro ministro do estado de Qin, no reino que unificou o território da China sob o governo do imperador Qin Shi Huang.